# Rio Luís Alves
Pour les articles homonymes, voir Luisinho.
Le rio Luís Alves, encore nommé rio Luisinho, est une rivière brésilienne du nord de l'État de Santa Catarina, affluent du rio Itajaí-Açu.
Il naît sur le territoire de la municipalité de Massaranduba et s'écoule vers le sud à travers les municipalités de Luiz Alves et Ilhota avant de se jeter dans le rio Itajaí-Açu.